# Теория гегемонистской стабильности
 Теория гегемонистской стабильности  – концепция, предложенная в рамках парадигмы политического реализма, согласно которой присутствие гегемона в мировой экономической системе является одновременно неотъемлемым и достаточным условием появления и  сохранения либерального устройства в международной экономике. 

## История
Идея гегемонистской стабильности зародилась среди представителей школы неореализма, которые стремились сохранить преимущества традиции классического консерватизма, а также обогатить, приспособив к новым международным реалиям, используя достижения теорий других школ. Так, Р. Гилпин, защищая школу консерваторов от нападок либералов, которые особенно усилились после окончания холодной войны и распада Советского Союза, обвинявших консерваторов в неспособности предсказать эту катастрофу, заметил, что консервативная школа продолжает основываться на типах силы, выдвинутых Э. Х. Карром в работе «Двадцатилетний кризис 1919–1939»: экономической, военной  и психологической, а также на понятиях национального интереса, силы и рационального поведения .
Последователи теории гегемонистской стабильности в то же время принадлежат не только к школе реализма, но и к системной школе, так что две доминирующие концепции данной теории развивались сторонниками разных школ.

### Представители и авторство
К сторонникам неореалистского подхода относятся Р. Г. Гилпин, С. Д. Краснер, представитель неолиберальной школы – Р. О. Кеохэйн,  сторонник мир-системного подхода – Дж. Модельски, который представил идею длинных циклов. Основателем теории гегемонистской стабильности является Ч. П. Киндлберегер, либеральный экономист, который изучил расцвет и падение гегемонии Великобритании и США, рассмотрев влияние великой депрессии 1929–1939 гг., отметив, что именно отсутствие страны с доминирующей экономикой привело к депрессии. Таким образом, государство-гегемон является неотъемлемым субъектом данной теории.

### Два подхода
Киндлбергер предполагал, что международная экономическая стабильность является общим, коллективным благом, и все страны: и крупные и малые – выигрывают от неё. Однако маловероятно, что малые и средние страны будут готовы вносить серьёзный вклад в производство этого блага, предполагая, что их вклад не окажет значимого влияния на его производство, но они, не затрачивая усилия в качестве «зайцев», будут преследовать свои индивидуальные интересы. В результате, если в мире будут лишь такие малые и средние государства-экономики, то общее благо в виде экономической стабильности, которая позволит эффективно обогащаться и развиваться, избегать серьёзных столкновений, не будет создано. Государство-гегемон же, имея значительную силу, которую он может эффективно использовать, и мотивацию, направленную на обеспечение собственной безопасности и процветания, способствует созданию общего блага, так что его действия не только соответствуют национальным интересам, но и большинства стран в мире .
Позиция Гилпина и Краснера в целом соответствует мнению Киндлбергера об идее коллективного блага. При этом они объясняют причину экономической нестабильности системы, в которой отсутствует гегемон, необходимостью стран обеспечивать свою национальную безопасность, а также стремлением некоторых из них доминировать, что влечёт противодействие других. Наличие гегемона же позволяет развивать либерализацию экономики без риска задеть проблемы безопасности. Когда без гегемона страны, преследуя свои интересы, вводят протекционистские меры, гегемон, следуя своим интересам, проводит либерализацию торговли и экономик своих партнёров, что увеличивает доход, обеспечивает рост и поддерживает политическую силу страны-гегемона, не оказывая серьёзное влияние на социальную стабильность. Гегемония же сохраняется не столько за счёт силы, сколько за счёт демонстрации своего идеологического, экономического, военного превосходства.
Таким образом, исходя из обеих версий теории, гегемония удерживается за счёт доминирования в вооружениях, экономике, идеологии и общественной системы.
Практическим следствием теории может служить суждение, что если положение гегемона на международной арене начинает ослабевать, то мировая хозяйственная система перестает быть столь открытой как ранее и приобретает конфликтный характер.

## Цель концепции
Целью данной теории стало объяснение уменьшения влияния США в связи с развитием других экономик, а также оправдание их усилий, направленных на поддержание доминирования. Лидерство США не завершилось, хотя, об их гегемонии уже не говорят. В то же время, гегемония не может держаться долго, так как на это не согласятся все страны, а мощные государства, готовые проецировать своё влияние на свой регион откажутся от ограничений доминирующей в мире державы. Для стабильности же миропорядка, скорее требуется межгосударственное сотрудничество, которое бы существовало и без лидера или же в момент его смены.
Уменьшение гегемонии США стало наиболее очевидным в начале 1970-х годов, но позже Кеохэйн определил период гегемонии Америки 1947–1963 годами, назвав его «длинным десятилетием». Обеспечивалось доминирование США за счёт материальной силы, экономической мощи, конкурентоспособности и серьёзным превосходством в производстве. При этом идеологическое превосходство является значимым фактором: оно должно быть связано с реальным доминированием в других сферах, а также с общепринятым образом мирового устройства.

## Гегемония и лидерство
Согласно Киндлберегеру нужно ясно разграничивать понятия гегемона, способного действовать автономно и самостоятельно, и лидера, который отвечает на запросы и требования других игроков (партнёров) и вынужден пойти на это из этических, идеологических соображений, а не из национальных интересов .
Учёт мнений других стран необходим, так как при смене позиций сегодняшний гегемон может оказаться в будущем слабее, и чтобы его мнение учитывалось в будущем, ему следует принимать во внимание требования тех, кто слабее сейчас.
Однако гегемония изначально является нестабильным явлением, так что стабильность и гегемония США 1950-х годов уже не повторится. По мере угасания гегемонии происходят столкновения между страной-гегемоном и малыми странами, пользующимися существующим порядком. Подобные конфликты были характерны для США и Японии, что наиболее ярко проявилось в конце 1960 – начале 1970-х годов. С ослаблением гегемонии другие страны всё менее готовы считаться с лидерством гегемона. Гегемон же при этом также претерпевает изменения. Хотя гегемония подразумевает превосходство в силе, однако гегемон должен действовать в соответствие не только со своими интересами, но и во многом в интересах других стран, улаживая конфликты, а также предоставляя им привилегии, что ведёт к асимметричной взаимозависимости . 

## Циклы смены лидерства
США не были единственным мировым гегемоном за всю историю, но кроме них существовали и другие, эволюцию которых исследовали Гилпин, Модельски. К этим гегемонам относятся Португалия, Голландия, Великобритания. С точки зрения системной теории длинных циклов Модельски, в международных отношениях осуществляются четыре шага в развитии каждой системы: изменение программы, создание коалиций, принятие основной задачи, исполнение задачи и уход миропорядка. При этом основная задача обычно осуществляется гегемоном, который направляет другие страны на следование существующей системе, действует, таким образом оставляя о себе след. Периоды существования определённого политического порядка длятся 120 лет, с каждой стадией по 30 лет. Период европейского доминирования, существовавшего в Португалии, Голландии и Великобритании, повлиял как на национальные государства, так и на мир. После этого начался период пересмотра политического порядка, отразившегося в мировых войнах, и становление гегемонии США.
Единственным выходом из сложившейся после краха гегемонии ситуации может стать сотрудничество без иерархии и без гегемона, чего чрезвычайно сложно достичь. Сторонники теории гегемонистской стабильности считают, что она возможно, однако не считают её эффективной. Но одним из способов её достичь – создать международный институт, который бы создал свод правил, единых для всех. Для эффективного функционирования такого института необходимо единство хотя бы крупной группы его членов, которые бы имели частые и тесные контакты между собой, а после совместно действовали на уровне организации, что ведёт к доминированию этой группы (например, МВФ, создание «Группы Восьми»). В то же время Синдал отмечает, что неореалисты таким объяснением лишь рассматривают частный случай возникновения и различия сотрудничества. Государства, по его мнению, готовы пойти на сотрудничество. Более того, не все страны считать гегемона старшим партнёром, из чего исходит данная концепция. Так, страны третьего мира воспринимают лидерство не как общее благо, но как феномен, которым обладают избранные. Поэтому он ставит вопрос, обеспокоены ли США падением порядка, основой которого был гегемон, или же падением американского порядка.